# لي سامين ديس دامس 2016
لي سامين ديس دامس 2016 (بالفرنسية: Le Samyn des Dames 2016 )‏ هو سباق دراجات هوائية، وهو الموسم رقم 5 من نفس السباق، وأقيم في 2 مارس 2016، وامتدّ لمسافة 112 كيلومتر، وهو أحد سباقات سباق الدراجات على الطريق للنساء 2016، وهو من نوع سباق يوم واحد، وقد شارك في السباق 165 متسابقاً ووصل إلى نهايته 92 متسابقاً.
فاز فيه بالمركز الأول شانتال بلاك، وبالمركز الثاني إيما جوهانسون، وبالمركز الثالث ايمي بيترز.

## التصنيف العام النهائي
| \| التصنيف العام \| التصنيف العام \| التصنيف العام \| التصنيف العام \| التصنيف العام \| \| المتسابقة \| المتسابقة \| الفريق \| الوقت \| \| \| ------------- \| ------------- \| ------------------------------------- \| ------------- \| ------------- \| \| 1 \| Chantal Blaak \| إس دي وركس [الإنجليزية]‏ \| \| \| \| 2 \| إيما جوهانسون \| Wiggle High5 Pro Cycling [الإنجليزية]‏ \| \| \| \| 3 \| ايمي بيترز \| Wiggle High5 Pro Cycling [الإنجليزية]‏ \| \| \| |               |                           |       |  |
| |               |                           |       |  |
| مصادر: ProCyclingStats Cycling Archives Cycling Quotient |               |                           |       |  |
| التصنيف العام |               |                           |       |  |
| المتسابقة | المتسابقة     | الفريق                    | الوقت |  |
| 1 | Chantal Blaak | إس دي وركس ‏               |       |  |
| 2 | إيما جوهانسون | Wiggle High5 Pro Cycling ‏ |       |  |
| 3 | ايمي بيترز    | Wiggle High5 Pro Cycling ‏ |       |  |

## وصلات خارجية
- الموقع الرسمي
- لي سامين ديس دامس 2016 على موقع إحصائيات الدراجات الإحترافية (الإنجليزية)